# Lone Star Funds
Pour les articles homonymes, voir Lone Star.
Lone Star Funds est un fonds d'investissement texan.

## Marseille République (2004-2007)
Il a racheté le 30 juillet 2004, pour cent millions d'euros, la société P2C, qui détenait plus de 300 commerces et 1 450 logements rue de la République à Marseille,,. Sous le nom de « Marseille République », Lone Star s'est engagée dans le plus important programme de rénovation de centre-ville (134 000 m²) en France, programme controversé. En 2005, le fonds de pension a porté plainte pour diffamation contre Jean-Noël Guérini (PS), président du conseil général des Bouches-du-Rhône, qui affirmait que « La contrainte chez ces populations de quitter le quartier réveille de sinistres souvenirs », en faisant allusion à Vichy. En 2007, Marseille République a été racheté, pour deux cents millions d'euros, par Atemi, filiale de Lehman Brothers, la banque qui a fait faillite à la suite de la crise des subprimes.

## Cœur Défense (2014 - 2017)
Lone Star Funds a acheté en 2014 l'ensemble d'immeubles Cœur Défense pour 1,3 milliard d'euros, à la suite de la faillite de Lehman Brothers, à ses créanciers regroupés au sein de HOLD (Heart Of La Defense), et l'a revendu en octobre 2017, pour 1,8 milliard d'euros, à trois investisseurs français, Amundi, Primonial et Crédit agricole. Au cours de ces trois ans, il a trouvé de nouveaux locataires et a fait grimper le taux d'occupation à 91 %.

## Imerys Toiture (2018)
Lone Star Funds se porte acquéreur fin 2018 de la branche tuiles et briques de la multinationale française Imerys, et l'entité change de nom pour Edilians. La transaction s'élève à 1 milliard d'euros,. Edilians est le leader français pour la production de matériaux de toiture en terre cuite.

## En Asie
Après l'éclatement de la bulle spéculative en 1999, Lone Star a racheté en 2001 la banque Tokyo Sowa à Shoichi Osada, rebaptisée Tokyo Star (banque dans laquelle Jacques Chirac a été accusé de détenir un compte). Il a revendu en mars 2006 la majorité des actions à la société de bourse japonaise Nikko Cordial.
Lone Star détient aussi des participations dans LSF-KEB Holdings SCA, qui contrôle la sixième (ou cinquième) banque coréenne, Korea Exchange Bank, en détenant 51 % de ses actions,. La justice sud-coréenne a accusé Lone Star d'avoir acquis KEB à un prix inférieur à sa vraie valeur grâce à la collusion d'un ancien responsable gouvernemental et du patron de KEB.
Lone Star a tenté en 2013 d'acheter à la préfecture d'Osaka ses parts de la compagnie ferroviaire Semboku Rapid Railway, mais le parlement préfectoral d'Osaka s'est opposé à la vente.

## En Allemagne
Lone Star s'est intéressé en 2008 à des banques allemandes à la suite de la crise des subprimes. Elle a pris en août 2008 le contrôle de 90 % de IKB Deutsche Industriebank pour 150 millions d'euros.

## Au Portugal
Le 18 octobre 2017, Lone Star Funds prend le contrôle de la banque Novo Banco en achetant 75% de son capital.

## Fonds de retraite
Les fonds proviennent de fonds de retraite par capitalisation, tels que New York State Teachers, California State Teachers, Washington State Investment Board, Oregon Public Employees, Wisconsin Investment ainsi que des investisseurs internationaux.